# Caprauna
Caprauna (en français Cravaune) est une commune italienne de la province de Coni, dans la région Piémont.

## Administration
| Période                                  | Période | Identité | Étiquette | Qualité |
| ---------------------------------------- | ------- | -------- | --------- | ------- |
|                                          |         |          |           |         |
| Les données manquantes sont à compléter. |         |          |           |         |

### Hameaux
Poggio, Chiazzuola, Ruora, Case sottane.

### Communes limitrophes
Aquila di Arroscia, Armo, Borghetto d'Arroscia, Ormea, Pieve di Teco.